# اسلام‌آباد (اوز)
اسلام‌آباد، روستایی از توابع بخش  بیدشهر ،شهرستان اوز در استان فارس ایران است.

## جمعیت
این روستا در دهستان قلات قرار دارد و براساس سرشماری مرکز آمار ایران در سال ۱۳۹۵ خورشیدی، جمعیت آن ۷۲۱ نفر (۱۷۴ خانوار) بوده‌است.